# 168. strelska divizija (ZSSR)
168. strelska divizija (izvirno rusko 168. стрелковая дивизия; kratica 168. SD) je bila strelska divizija Rdeče armade v času druge svetovne vojne.

## Zgodovina
Divizija je bila ustanovljena leta 1939 v Sortovali.